# Унтень
Унтень (рум. Unteni) — село у Фалештському районі Молдови. Входить до складу комуни, адміністративним центром якої є село Горешть.

## Населення
За даними перепису населення 2004 року у селі проживали 167 осіб.
Національний склад населення села:
| Національність | Кількість осіб | Відсоток |
| -------------- | -------------- | -------- |
| молдавани      | 165            | 98,8%    |
| українці       | 2              | 1,2%     |
| Всього         | 167            | 100%     |